# باري بيتس
باري بيتس (بالإنجليزية: Barrie Betts)‏ (18 سبتمبر 1932 ببارنسلي في المملكة المتحدة - 17 نوفمبر 2018) هو مدرب كرة قدم ولاعب كرة قدم بريطاني في مركز قلب الدفاع. لعب مع ستوكبورت كونتي وسكونثورب يونايتد ومانشستر سيتي ونادي بارنسلي.

## وصلات خارجية
- باري بيتس على موقع قاعدة بيانات كرة القدم.إي يو (الإنجليزية)